# Germaine Berton
Germaine Berton, nome completo: Germaine, Jeanne, Yvonne, (Puteaux, 7 giugno 1902 – Parigi, 4 luglio 1942), è stata un'operaia, sindacalista e anarchica francese.

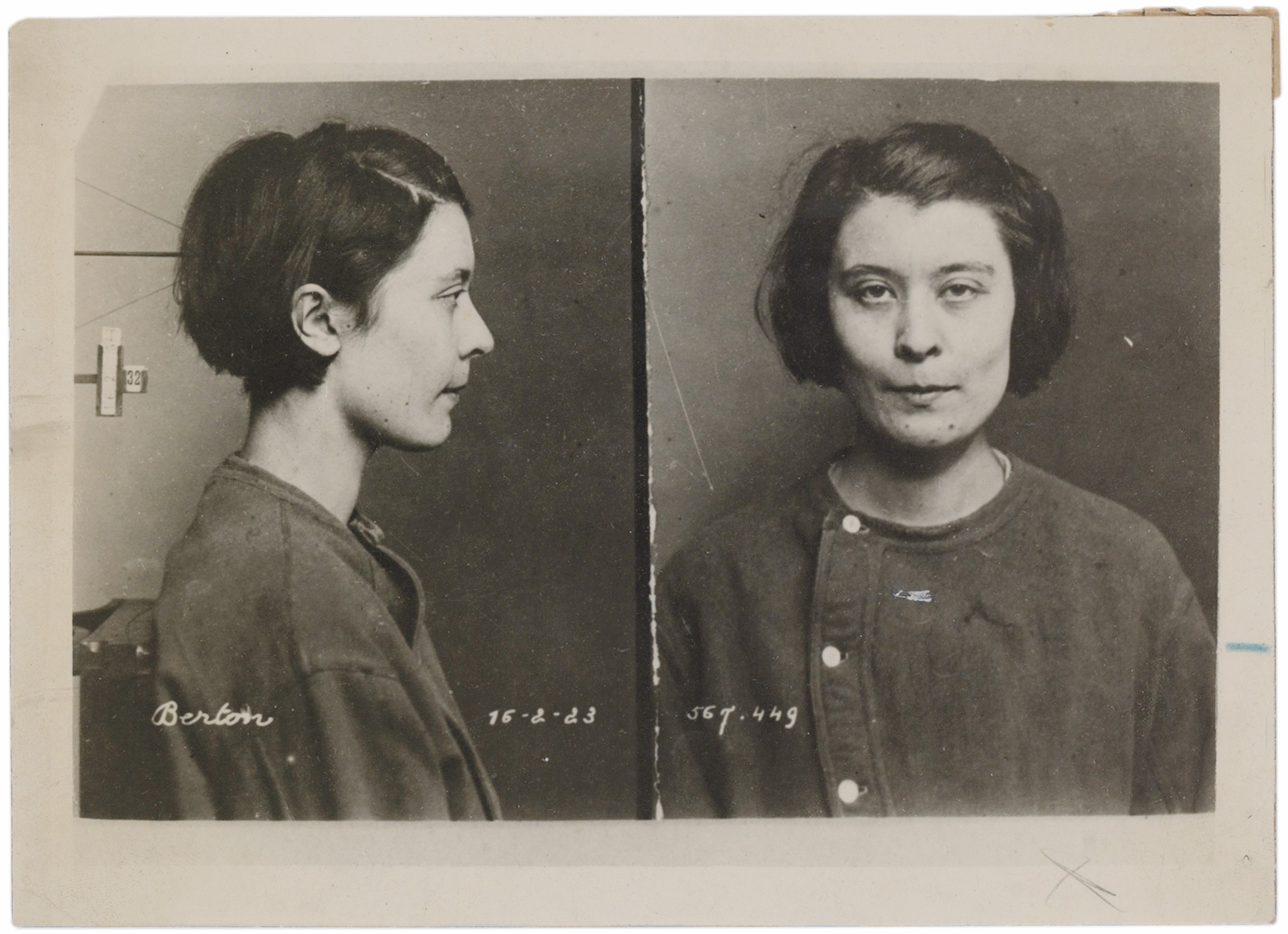
Germaine Berton nel 1923 (foto segnaletica).

Il suo nome è legato all'attentato del 22 gennaio 1923, che portò alla morte del nazionalista monarchico Marius Plateau, segretario della Ligue d'Action française (Lega d'Azione Francese) e responsabile dei Camelots du roi, il braccio armato militare della Lega. Avrebbe voluto uccidere Léon Daudet, una delle principali figure politiche dell'Action française, ma non era riuscita a trovarlo. Dichiarò alla polizia di aver voluto vendicare Jean Jaurès, Miguel Almereyda e protestare contro l'occupazione della Ruhr.
Il 24 dicembre 1923, il suo avvocato, Henry Torrès, riuscì a farla assolvere.

## Biografia

### Infanzia
Nacque a Puteaux, nei pressi di Parigi, il 7 giugno 1902. Era figlia di un meccanico socialista, massone, anticlericale (Arsène Berton), mentre sua madre era una insegnante cattolica molto pia. Era più vicina a suo padre, che le permise di incontrare Jaurès, ma ebbe relazioni difficili con sua madre. Adorava giocare con i suoi compagni maschi e realizzò a scuola una rappresentazione teatrale sul processo a Luigi XVI.
Nel 1912, quando Germain aveva 10 anni, la famiglia Berton si trasferì a Tours. Era un'ottima studentessa e superò gli esami brillantemente. S'iscrisse poco dopo alla École des Beaux Arts de Tours, dove ricevette il primo premio in disegno, ma fu obbligata a lasciare la scuola quando suo padre morì e dovette cominciare a lavorare come operaia.
Rimase molto segnata dalla prima guerra mondiale: a tredici anni, infatti, s'innamorò di un soldato che venne ucciso in guerra e per questo motivo tentò il suicidio gettandosi nella Loira. Da quel momento in poi sviluppò una forte opposizione antimilitarista.

### Lavoro e militanza
Germaine Berton lavorò prima come operaia in una fabbrica di attrezzature americane e s'iscrisse al movimento sindacale Union des syndicats d'Indre et Loire, uno dei comitati sindacalisti rivoluzionari, nella sezione di Tours. La polizia redasse numerosi rapporti su di lei, segnalandone la forte violenza verbale durante i comizi. Venne assunta poi nelle officine ferroviarie di Tours ed entrò in contatto con militanti e ferrovieri della CGT. Si unì quindi ai Comités de Défense Syndicalistes.
Nel 1918 partecipò alla ricostruzione del sindacato dei metalmeccanici di Tours, ma venne licenziata dalla fabbrica Rimailho a Saint-Pierre-des-Corps per la sua azione sindacale. Veniva soprannominata "la vergine nera" dal suo supervisore.
Nel 1920 divenne segretaria aggiunta dei Comitati Sindacali Rivoluzionari, che raggruppavano, all'indomani del congresso della CGT tenutosi a Lione nel settembre del 1919, tutti i membri della minoranza sindacale. Aderì per un breve periodo al PCF e scrisse violenti articoli sul settimanale Le Réveil d’Indre-et-Loire, organo della federazione socialista francese SFIO.
Da giugno a settembre dello stesso anno si trasferì a Parigi e per sopravvivere vendeva giornali, raccogliendo fondi per lanciare una rivista chiamata De l'acte individuel à l'acte collectif, in cui difendeva l'idea dell'azione diretta e della vendetta sociale.
Si unì all'Union des anarchistes di Parigi e poi al gruppo di anarchici individualisti del XIV arrondissement. Questi si opponevano al lavoro dipendente e formarono un movimento piuttosto diffuso. Germaine scriveva articoli polemici su diversi giornali, esprimendo ancora posizioni antimilitariste e rivoluzionarie. Il suo articolo su Le Réveil è particolarmente noto perché richiamava alla diserzione.
(Germaine Berton, "À bas la France militariste", Le Réveil, 27 agosto 1921)
La polizia menzionava la sua presenza al caffè La Rotonde a Montparnasse, un presunto punto di riferimento degli anarchici. Il 20 novembre 1921, alla stazione di polizia di Pré-Saint-Gervais, dichiarò di aver perduto o che le fosse stato rubato il documento di identità, che secondo lei era stato portato al commissariato perché vi si recasse. Innervosita dalla situazione, schiaffeggiò il segretario del commissario di polizia e il 22 novembre fu condannata a tre mesi di prigione e a 25 franchi d'ammenda. Venne incarcerata nel carcere di Saint Lazare nella stessa stanza di Madame Bermain di Ravisi.
Frequentava Louis Lecoin, noto anarchico, che la ospitò insieme alla propria compagna Marie Morand. Assunta in Libertarian, per cui svolgeva compiti amministrativi, venne cacciata subito dopo perché rubava lettere, vaglia e anche denaro. Sviluppò in relazione al denaro il comportamento anarchico del recupero o della perequazione, perché riteneva che rubare ai fortunati non fosse un furto, contraendo debiti che non ripagò. Dal 1922 smise di lavorare, ebbe problemi di salute e le sue condizioni si fecero sempre più difficili. S'innamorò di un anarchico di nome Armand che, chiamato al fronte, si suicidò pur di non andarci e la spinse a preparare un attentato contro l'Action française, di cui Léon Daudet era uno dei membri più influenti. I Camelot du roi erano in un certo senso il braccio armato dell'Action française, che Germaine riteneva fosse legato all'ascesa del fascismo. L'Action française sostenne anche Poincaré nel suo piano di occupare la Ruhr nel 1923. Berton ritenne che Leon Daudet fosse il responsabile dell'assassinio di Jaurès e si preparò per ucciderlo, ma finì per scegliere Marius Plateau.
Le sue idee e le sue decisioni sottolineano l'importanza dell'uguaglianza e dell'antimilitarismo nelle sue azioni.
In seguito entrò a far parte del Comitato di Difesa dei marinai del Mar Nero:
(Dichiarazioni al Giudice istruttore Devis riportata dagli organi di stampa)

### Assassinio di Marius Plateau

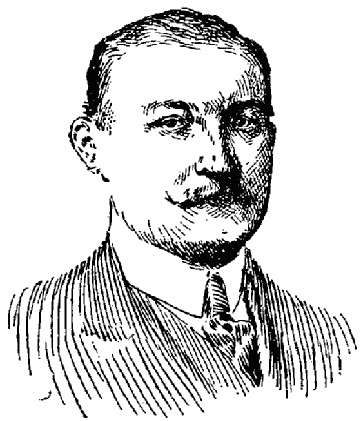
Marius Plateau

Il 22 gennaio 1923 si recò presso la sede parigina di Action Francaise e dopo essersi scontrata verbalmente con il segretario dei Camelots du roi Marius Plateau, gli sparò contro un colpo di rivoltella che lo uccise sul colpo. Subito dopo, per evitare l'arresto, tentò senza riuscirci di suicidarsi con la stessa arma (risultando leggermente ferita). Durante il processo, l'anarchica dichiarò di aver avuto inizialmente l'intenzione di uccidere Léon Daudet e Charles Maurras, ma non essendoci riuscita aveva assassinato un "personaggio minore" come Plateau.
Difesa dal prestigioso avvocato comunista Henri Torres, Germaine venne assolta il 24 dicembre 1923, grazie anche ad una campagna di solidarietà organizzata dal periodico Le Libertaire appoggiata da molti celebri anarchici (Louis Lecoin, Séverine, ecc.). Durante le indagini, l'amante di Germaine Berton, l'anarchico conosciuto come Gohary, venne trovato morto l'8 febbraio 1923, ma la sua morte fu archiviata ufficialmente come suicidio. Anche Joseph Dumas, alto ufficiale di polizia coinvolto nelle indagini, venne trovato misteriosamente morto.
L'Union Anarchiste nell'editoriale de Le Libertaire, sul nº 210 (26 febbraio-2 gennaio 1923), pubblicò un articolo di elogio dell'anarchica intitolato L'eroica Germaine Berton. Nel numero di febbraio-marzo 1923 di Littérature, Louis Aragon sostenne totalmente il suo gesto, precisando che, di fronte a un gruppo che minaccia la libertà, un individuo può "ricorrere a mezzi terroristici, in particolare all'omicidio, per salvare, con il rischio di perdere tutto, ciò cha lui sembra - a torto o a ragione - prezioso oltre ogni cosa al mondo". Il suo ritratto - circondato da immagini di 28 membri e parenti del gruppo - fu anche oggetto di un fotomontaggio pubblicato nel numero del 1º dicembre 1924 de La Révolution surréaliste con questa epigrafe di Baudelaire: "La donna è l'essere che proietta la più grande ombra o la più grande luce nei nostri sogni". Germaine Berton era nelle parole del biografo di André Breton Mark Polizzotti "la prima antieroina surrealista", come Violette Nozière, incarnazione de La Révolution et de l'amour.
Il gesto di Germaine Berton ebbe grandi ripercussioni per l'Action française dato che Maurice Plateau stava in quel momento strutturando al meglio il gruppo.

### La militanza anarchica dopo il processo
Dopo la sua assoluzione, con Jules Chazoff iniziò un giro propagandistico in favore dell'amnistia. Nel 1924 fu accolta nel gruppo anarchico di Aimargues. A Bordeaux, il 22 maggio 1924, prima della conferenza che doveva tenere al cinema dei Cappuccini, si scatenarono dei disordini con la polizia che voleva impedirle di parlare. Insieme a 1500 persone giunte ad ascoltarla, si recò a Croix de Leysotte dove arringò la folla per chiedere la liberazione dei compagni arrestati. Gli scontri con la polizia si susseguirono fino alle due del mattino e ben 150 persone vennero arrestate. Fra queste Germaine Berton, Jules Richard, Clauzet, Juividow, Bouense e José Victor.
Internata a Fort du Hâ, venne accusata di «porto d'armi proibite, minacce e oltraggio agli agenti, incitazione al disordine»; per otto giorni portò avanti lo sciopero della fame e dovette essere trasportata il 30 maggio all'Ospedale Saint André, dove decise di porre fine alla sua protesta il 31 dello stesso mese. Il 26 maggio era stata condannata a quattro mesi di prigione, 100 franchi di multa e due anni di esilio. Gli altri imputati erano stati condannati a un mese di carcere e alla multa di 100 franchi (Jules Richard), quattro mesi e 200 franchi (Bouence), due mesi e 50 franchi (Horgue), sei giorni (Juvidow e Crouzet). Tutti erano stati internati come criminali comuni.

### La crisi depressiva e la morte
Le Libertaire del 2 novembre 1924 pubblicò un articolo in cui dichiarava che dopo l'uscita dal carcere, Germaine Berton aveva sofferto di depressione e aveva anche tentato di suicidarsi (senza riuscirci) con un colpo di pistola (l'arma s'era inceppata); in un secondo momento, sempre secondo il giornale, aveva scritto due lettere, una a Madeleine, compagna di André Colomer e una alla madre di Philippe Daudet (figlio di Léon Daudet, ufficialmente suicidatosi all'età di 14 anni il 24 novembre 1923), nella quale riportava tutto il suo dolore per la morte del figlio, aggiungendo che se «Philippe è morto a causa mia, io adesso muoio per lui». In seguito, dopo aver ingerito del veleno, si sarebbe recata al cimitero di Père-Lachaise «con l'intenzione di inginocchiarsi sulla tomba di qualcuno che gli era caro». Le Libertaire del giorno dopo riportò che la Berton fu ricoverata all'ospedale Tenon, dove ricevette la visita di Madeleine Colomer. Il giornale anarchico precisò che Germaine Berton indossava sempre un medaglione in cui era raffigurata l'immagine di Philippe Daudet.
Il 17 novembre 1925 Germaine Berton si unì in matrimonio a Parigi con l'artista e pittore Paul Burger. Fortemente depressa, sparì definitivamente dai circoli libertari. Nel 1935 abbandonò suo marito e si legò allo stampatore René Coillot. Il 4 luglio 1942 pose fine alla sua vita ingerendo una forte dose di Veronal, spirando a soli 40 anni nell'Ospedale Boucicaut di Parigi dove era stata ricoverata nel tentativo di salvarla.